# George Joseph
Pour les articles homonymes, voir Joseph.
George Joseph, né en 1919 à Glasgow en Écosse, est un écrivain britannique, auteur de roman policier.

## Biographie
En 1916, ses parents émigrent en Nouvelle-Zélande. Il revient en Angleterre et obtient une maîtrise de lettres au Brasenose College de l'université d'Oxford. En 1936, il travaille pour plusieurs quotidiens et hebdomadaires. Correspondant de guerre pendant la guerre d'Espagne, il rejoint les Brigades internationales en tant que pilote de combat. À son retour, il étudie le droit criminel et devient juriste.
Prolifique nouvelliste, il publie plus de sept cents nouvelles. Son premier roman Dangerous Impersonation paraît en 1937. En 1956, il publie Les Intrus (Three Strangers) qualifié par Claude Mesplède de « huis clos étouffant, qui rappelle parfois l'ambiance du film d'Archie Mayo, La Forêt pétrifiée, est une réussite dans sa simplicité ». Faites chauffer la chaise ! (The Insider), dont l'action se déroule dans une prison américaine, paraît en 1963. À son propos, Claude Mesplède loue combien « le style du récit est dépouillé et efficace. George Joseph signe ici un ouvrage qui a parfaitement sa place parmi les bons auteurs noirs des années 60 ».

## Œuvre
Liste non exhaustive

### Romans
- Dangerous Impersonation (1937)
- The Curtain Has Lace Fringes (1954) (autre titre Leave It to Me)
- Three Strangers (1956)
  - Les Intrus, Série noire no 399 (1957)
- Before I Die (1959)
  - Un espion entre deux femmes, Inter-espions no 22 (1961)
- The Insider (1963)
  - Faites chauffer la chaise !, Série noire no 857 (1964)

### Essai
- Oxford in Search of God (1936)

### Recueil de nouvelles
- The Editor Regrets (1936)

## Sources
- Claude Mesplède, Les Années "Série noire" : bibliographie critique d'une collection policière, vol. 1 : 1945-1959, Amiens, Editions Encrage, coll. « Travaux » (no 13), 1992, 4 p. (ISBN 978-2-906-38934-2), p. 240.
- Claude Mesplède, Les Années "Série noire" : bibliographie critique d'une collection policière, vol. 2 : 1959-1966, Amiens, Editions Encrage, coll. « Travaux » (no 17), 1993, 328 p. (ISBN 978-2-906-38943-4), p. 210.
- Claude Mesplède et Jean-Jacques Schleret, SN, voyage au bout de la Noire : inventaire de 732 auteurs et de leurs œuvres publiés en séries Noire et Blème : suivi d'une filmographie complète, Paris, Futuropolis, 1982 (OCLC 11972030), p. 209
- Claude Mesplède et Jean-Jacques Schleret, SN Voyage au bout de la Noire (additif mise à jour 1982-1985), Futuropolis p. 90, 1985